# 安齋茉由
安齋茉由（あんざい まゆ、1999年 - ）は、アーティスト。

## 概要
安齋茉由は福岡県出身。女子美術大学洋画専攻を2022年に卒業。2021年、シェル美術賞2021にて桝田倫広審査員賞を受賞。2022年には、2021年度女子美術大学卒業制作展にて優秀作品賞を受賞。女子美術大学大学院洋画を2024年に修了。その後は、神奈川県を拠点に活動している。個展を開催しており、2022年9月に初めての個展、「free park」を開催した。「自由」をテーマに表現した油彩と鉛筆、木炭の大型ペインティングをはじめ、エッチングやドローイングなどの作品を制作している。2020年、世界的なパンデミックにより、自分のアイデンティティを見つめ直すようになる。このきっかけにより、「自由」をテーマにした絵画「free park」シリーズが誕生した。

## 受賞歴
2021年　・「シェル美術賞2021」 桝田倫広審査員賞 受賞
2022年　・「2021年度女子美術大学卒業制作展」　優秀作品賞

## 主な展示会
2022年　・第45回東京五美術大学連合卒業修了制作展（2月26日-3月5日、国立新美術館、東京）
2023年　・JOSHIBISION2022"アタシの明日”展（東京都美術館・東京）ドローイング展「はつはる」（3月1日-3月5日、新宿眼科画廊、東京）
　　　　　・「free park」TRYアングル（9月22日-23日、GalleryA、東京）
2024年　・女子美術大学短期大学部　卒業生制作作展/終了作展（3月9日-3月16日、女子美ミュージアム、神奈川）